# Propalaeotherium
Propalaeotherium byl rod raného koňovitého žijící v období eocénu. Bylo nalezeno francouzským paleontologem Paulem Gervaisem v roce 1849 v lomu u německého města Messel nedaleko Frankfurtu nad Mohanem. Později bylo na stejném místě nalezeno mnoho nezvykle dobře zachovaných fosílií s měkkými tkáněmi.

## Taxonomie
Jeho jméno znamená „před palaeotériem“, tak byl pojmenován svým nálezcem Paulem Gervaisem. Byl považován za příslušníka čeledi Palaeotheriidae. Teprve studie v roce 2004 odhalila jeho větší příbuznost s dnešními koňmi a byl přeřazen do čeledi koňovitých.

## Popis
Šlo o poměrně malého živočicha, na délku měřil 90 centimetrů, z toho činil 26 cm ocas, výška v kohoutku byla pouhých 30–60 cm a hmotnosti 10 kilogramů, ovšem u největších exemplářů existují odhady až do 35 kilogramů. Lebka byla značně protáhlá a dlouhá až 22 centimetrů. Celé tělo bylo poměrně zavalité a silné. Na rozdíl od dnešních koní neměl kopyta, ale nohy byly zakončeny prsty. Na předních nohou měl čtyři prsty, na zadních tři. Dle zachovaného obsahu střev nalezeného nedaleko města Halle v Sasku-Anhaltsku se živil jak listy, tak bobulemi.